# Mușchii interosoși palmari

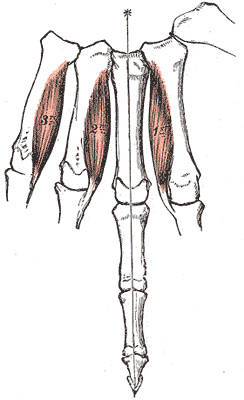
Mușchii interosoși palmari (în roşu)

Mușchii interosoși palmari (plural Musculi interossei palmares, singular Musculus interosseus palmaris) sunt trei mușchi scurți fusiformi, așezați în porțiunea palmară a ultimelor trei spații interosoase (intermetacarpiene) ale mâinii: spațiul interosos al II-lea, al III-lea și al IV-lea. Mușchii interosoși palmari ocupă jumătate din spațiul interosos, se prind numai pe câte un metacarpian și merg distal la degetul ce urmează metacarpianului pe care se inseră.

## Inserții
Au originea proximal în spațiul interosos al II-lea, al III-lea și al IV-lea pe fața metacarpianului care privește spre axul mâinii. Astfel, primul mușchi interosos palmar are originea pe fața medială a metacarpianului al II-lea, al doilea mușchi interosos palmar are originea pe fața laterală a metacarpianului al IV-lea, al treilea mușchi interosos are originea pe fața laterală a metacarpianului al V-lea.
De aici mușchii interosoși palmari descind, și fiecare mușchi interosos se continuă cu câte un mic tendon care se lățește și se unește cu o formație similară a mușchilor lombricali, prinzându-se pe tendonul corespunzător (II, IV și V) al mușchiului extensor al degetului (Musculus extensor digitorum), distal de articulația metacarpofalangiană și pe pe baza falangei proximale respective și ia parte la formarea aponevrozei dorsale a degetului respectiv. Astfel, primul mușchi interosos se inseră pe tendonul mușchiului extensor al degetului destinat indexului și pe fața medială a bazei falangei proximale a indexului, al doilea mușchi interosos pe tendonul destinat inelarului și pe fața laterală a bazei falangei proximale a inelarului, iar al treilea mușchi interosos pe tendonul destinat degetului mic și pe fața laterală a bazei falangei proximale a degetului mic.

## Raporturi
Fața palmară a mușchilor interosoși palmari este acoperită de tendoanele mușchilor flexori ai degetelor și de mușchii lombricali (Musculi lumbricales manus).
Fața dorsală a mușchilor interosoși palmari acoperă mușchii interosoși dorsali (Musculi interossei dorsales manus). 

## Acțiune
Flectează falanga proximală a degetelor pe care se inserează. Extind ultimele două falange printr-un mecanism identic cu cel al mușchilor lombricali.
Mușchii interosoși palmari efectuează și o mișcarea de adducție, apropiind degetele de axul mâinii care trece centrul degetul mijlociu  (adică apropie degetele II, IV și V spre degetul mijlociu). 

## Inervație
Sunt inervați de ramura profundă a nervului ulnar (Ramus profundus nervi ulnaris) (neuromer CVIII-Th1). 

## Vascularizația
Vascularizația este asigurată de arcul palmar profund (Arcus palmaris profundus), arterele metacarpiene palmare (Arteriae metacarpales palmares), arterele digitale palmare comune (Arteriae digitales palmares communes), arterele digitale palmare proprii (Arteriae digitales palmares propriae).